# آبشار کنچینگ
آبشار کنچینگ (به لاتین: Kanching Falls) یک آبشار در مالزی است که در Kuala Lumpur, Selangor, Malaysia واقع شده‌است.